# 小眼胎生貝湖魚
小眼胎生貝湖魚（学名：Comephorus baikalensis）為輻鰭魚綱鮋形目杜父魚亞目胎生貝湖科的其中一種，為淡水魚類，分布於俄羅斯貝加爾湖流域，棲息深度可達1000公尺，體長可達16公分，會進行季節性垂直洄游，繁殖期在2-3月，生活習性不明。